# 董朝 (少將)
董朝，男，北京人，中国共产党黨员，中國人民解放军少將。曾任解放军驻港部队副司令员，总参军训和兵种部军兵种训练局局长，总参办公厅副主任。

## 家庭
董先生是兰州军区原副司令员董占林的四子